# Альєнде (алмаз)
Альєнде — алмаз вагою 124,75 каратів. Розмір 31×28×17 мм. Без кольору.
Знайдений у Якутії (трубка «Мир») 1973 року. Названий на честь чилійського політика Сальвадора Альєнде, який загинув 1973 року.